# Tăureni, Mureș

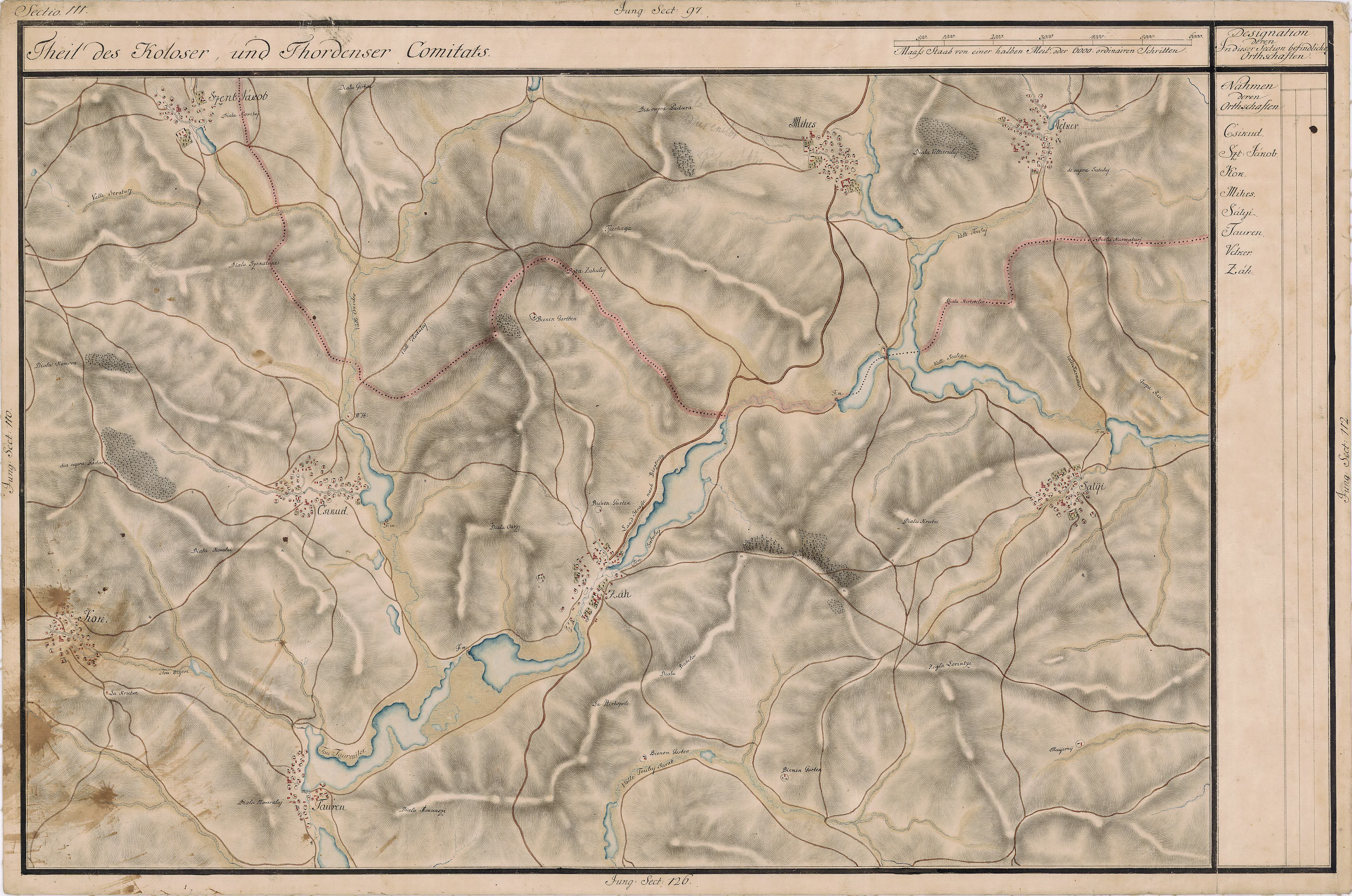
Sânger în Harta Iosefină a Transilvaniei, 1769-73.

Tăureni (în maghiară Mezőtóhát) este satul de reședință al comunei cu același nume din județul Mureș, Transilvania, România.

## Localizare
Localitatea este situată pe Pârâul de Câmpie, pe drumul județean Luduș - Sărmașu.

## Istoric
Satul Tăureni este atestat documentar în anul 1454.